# Воля-Фольварк
Воля-Фольварк (пол. Wola-Folwark) — село в Польщі, у гміні Бабошево Плонського повіту Мазовецького воєводства.
Населення — 164 особи (2011).
У 1975-1998 роках село належало до Цехановського воєводства.

## Демографія
Демографічна структура станом на 31 березня 2011 року:
|          | Загалом | Допрацездатний вік | Працездатний вік | Постпрацездатний вік |
| -------- | ------- | ------------------ | ---------------- | -------------------- |
| Чоловіки | 84      | 17                 | 60               | 7                    |
| Жінки    | 80      | 16                 | 45               | 19                   |
| Разом    | 164     | 33                 | 105              | 26                   |